# Seznam invazních živočichů
Invazní druh je druh na daném území nepůvodní, který se zde nekontrolovaně šíří, přičemž agresivně vytlačuje původní druhy, které mají podobnou funkci v přírodě, jako on. U obzvlášť nebezpečných invazí může dojít k tomu, že se daný druh začne šířit natolik nekontrolovaně, že rozvrací celé ekosystémy, což vede k rozsáhlým ekologickým škodám a potlačení či likvidaci mnoha původních druhů, ne jen těch s podobnou nikou. Z definice je zřejmé, že pojem invazní druh je definován ve vztahu k určité oblasti, druh v určité oblasti invazní může být jinde obyčejný domácí druh, nebo dokonce druh ohrožený.
Vzor zápisu:

*VZOR: [[Jméno]] (''vědecké jméno''), oblast původu → oblast invaze, invazní v Česku (A/N)?
(Zvýrazněné A znamená, že druh je v Česku považován za obzvlášť nebezpečný, zvýrazněné N znamená, že je v Česku naopak chráněn, (N) znamená, že se v Česku nevyskytuje)

## A
- ampulárka
- Anopheles
- Arthurdendyus triangulatus, Nový Zéland → Velká Británie
- Australoplana sanguinea, Austrálie → Velká Británie

## B
- bekyně velkohlavá, Evropa → Severní Amerika
- bobr kanadský, Severní Amerika → Patagonie
- bojga hnědá (Boiga irregularis), Austrálie a Nová Guinea → Guam[1], (N)
- bulbul šupinkový
- bezblanka koki
- blánatka lipová

## Č
- červorovec splývavý (Typhlonectes natans), Kolumbie, Venezuela → Florida[2], (N)
- čtverzubec stříbropásý (Lagocephalus sceleratus), Tichý oceán, Indický oceán → Středozemní moře (N)

## H
- hadohlavec skvrnitý (Channa argus), Čína, Korea a Rusko → Japonsko, Spojené státy americké, (N)
- hranostaj

## J
- jelen lesní
- jelen sika (Cervus nippon)

## K
- kapr obecný (Cyprinus carpio), Evropa → Austrálie, Spojené státy americké[3], N
- karas stříbřitý (Carassius gibelio)
- keříčkovec žabohlavý
- kočka domácí (Felis silvestris, f. catus), jako nebezpečný invazní druh vedena v Austrálii
- komár Aedes
- koza domácí
- kožojed
- králíčkovec nažloutlý (Siganus luridus), Indický oceán → Středozemní moře (N)
- králík divoký (Oryctolagus cuniculus), jižní Evropa → Austrálie, Tasmánie
- krab čínský
- krab pobřežní
- krevnatka úhoří (Anguillicola crassus), A
- krysa obecná
- kusu liščí

## L
- liška obecná (Vulpes vulpes), sev. polokoule → Austrálie, Vancouver, N

## M
- majna obecná
- makak jávský
- mandelinka bramborová (Leptinotarsa decemlineata), Severní Amerika → Evropa, Asie, A
- medovnice
- mnohonožka modropásá (Cylindroiulus caeruleocinctus)
- molice tabáková
- mravenec Anoplolepis
- mravenec ohňový
- mravenec Pheidole
- mravenec Waismania
- muflon (Ovis musimon), Jižní Evropa (Sardinie, Korsika) → Česká republika A
- myš domácí
- Mýval severní (Procyon lotor)

## N
- norek americký (Mustela vison)
- nutrie říční (Myocastor coypus), Jižní Amerika → Evropa, Severní Amerika, Čína, Korea, Japonsko, A

## O
- oblovka obrovská (Achatina achatina), západní tropická Afrika →  tropická a subtropická Amerika, N
- oblovka žravá (Lissachatina fulica), tropická Afrika →  tropická a subtropická pásma Asie, Ameriky, rozličné ostrovy, N (druh se v ČR v omezené míře vyskytuje, ale není nebezpečný)
- okoun nilský
- okounek pstruhový
- oleacina růžová

## P
- perutýn žoldnéř (Pterois miles), Indický oceán → Středozemní moře (N)
- ploštěnka Platydemus
- plzák španělský (Arion lusitanicus), Pyrenejský poloostrov, Anglie → zbytek Evropy, Severní Amerika, A
- prase divoké
- prase domácí
- promyka malá
- psík mývalovitý (Nyctereutes procyonoides), východní Asie → zbytek Asie a Evropa, A
- pstruh duhový
- pstruh obecný (Salmo trutta)

## R
- rak bahenní
- rak pruhovaný
- rak signální
- ropucha obrovská (Bufo marinus), Střední a Jižní Amerika → Austrálie a rozličné ostrovy, (N)

## Ř
- říčanka jednoskvrnná (Phalloceros caudimaculatus), (N), Jižní Amerika → Afrika (Malawi), Nový Zéland, Austrálie

## S
- skokan volský
- slávička mnohotvárná (Dreissena polymorpha), jezera jihovýchodního Ruska → sladké, brakické i slané pobřežní vody v Evropě a Severní Americe
- slívka středomořská
- Slunéčko východní (Harmonia axyridis), východní Asie → Evropa, Severní Amerika, A
- sršeň asijská (Vespa velutina), jižní, východní a jihovýchodní Asie  → Evropa, A
- střevlička východní (Pseudorasbora parva)

## Š
- špaček obecný (Sturnus vulgaris), Evropa, Asie, Afrika → Severní Amerika, Austrálie

## T
- tesařík Anoplophora
- tilapie mosambická

## V
- velbloud (Camelus), → jako invazní druh je veden v Austrálii
- veverka popelavá
- vodní buvol Asie → Austrálie (N)
- vosa obecná (Vespula vulgaris)
- všekaz podzemní
- vroubenka americká

## Z
- zavíječ zimostrázový (Cydalima perspectalis), východní Asie → Evropa, A

## Ž
- želva nádherná
- živorodka komáří
- Živorodka mexická (Poecilia mexicana), (N), střední Amerika → Nevada, USA